# Gorgonocephalus chilensis
Gorgonocephalus chilensis är en ormstjärneart som först beskrevs av Philippi 1858.  Gorgonocephalus chilensis ingår i släktet Gorgonocephalus och familjen medusahuvuden. Inga underarter finns listade i Catalogue of Life.